# Boxing Union of Ireland
Die Boxing Union of Ireland (kurz BUI), ansässig in der irischen Hauptstadt Dublin, ist eine irische Box-Organisation, deren derzeitiger (Stand 2017) Präsident Mel André Christle ist.
Der Verband vergibt im Profiboxen den irischen Meistertitel in den jeweiligen Gewichtsklassen und ist der Nachfolger der Organisation Irish Boxing Board of Control, die mit dem BBBofC assoziiert war und in den 1960er- und 1970er-Jahren das irische Profiboxen förderte.
Die Wettkämpfe des irischen Amateurboxens werden von der IABA organisiert, die auch die nordirischen Amateurwettkämpfe organisiert.